# Morten Leuch
Morten Leuch (født 15. april 1732 i Christiania, død 24. januar 1768 på Hafslund) var en norsk godsejer og handelsmand.
Han var søn af Peder Leuch, købmand i Christiania, og Cathrine født Hellesen (Heltzen, søster til Poul Heltzen). Efter en flerårig uddannelse i udlandet vendte han 1754 hjem og indtrådte det følgende år med sin senere svoger James Collett i firmaet Collett & Leuch, der drev en udstrakt handel og besad vidtløftige skovejendomme. Selv var han ejer både af en betydelig særformue og et stort jordegods, hvoriblandt Bogstad ved Christiania med talrige underliggende gårde og skove. Han førte et meget gæstfrit hus såvel i Christiania som på Bogstad; til kredsen hørte digteren Christian Braunmann Tullin, af hvis digte en mængde knytter sig til Leuch og hans slægt, navnlig er Tullins bryllupsdigt til ham, Majdagen, almindelig bekendt. Morten Leuch var en af Christiania bys "12 eligerede Mænd" og roses for sin godgørenhed og fine dannelse. Han døde allerede 24. januar 1768 under et besøg hos sin fætter, justitsråd P. Elieson på Hafslund. Han blev 6. maj 1758 gift med Matthia Collett (28. maj 1737 - 21. juli 1801), der 1773 indgik nyt ægteskab med den bekendte Bernt Anker.